# موزه هنر میلواکی

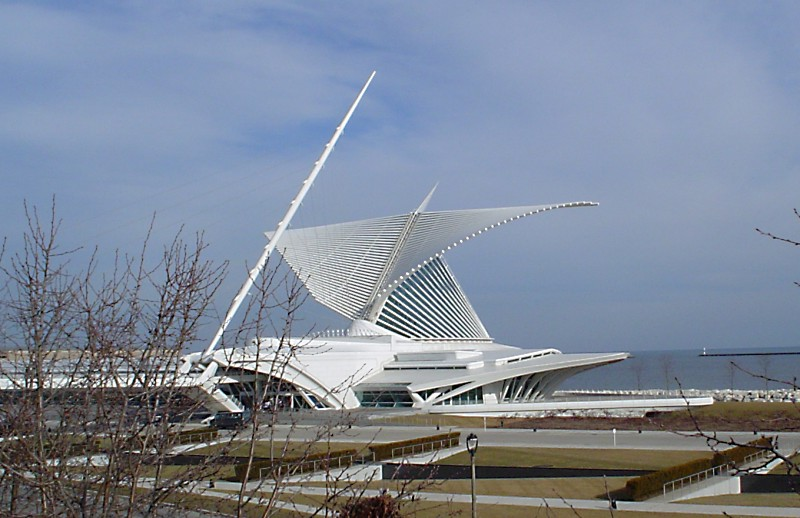

موزه هنر میلواکی (به انگلیسی: Milwaukee Art Museum)، یک موزه هنری در ایالات متحده آمریکاست.
این موزه در شهر میلواکی در ویسکانسین قرار دارد و توسط معمار مشهور اسپانیایی سانتیاگو کالاتراوا طراحی شده است.

## مجموعه‌های هنری
تعدادی از هنرمندانی که در این مؤسسه بخشی از آثارشان گردآوری شده است:
جورجیا اوکیف، ژان اونوره فراگونارد، وینسلو هومر، آگوست رودن، ادگار دگا، کلود مونه، تولوز لوترک، فرانک لوید رایت، پابلو پیکاسو، خوان میرو، مارک روتکو، اندی وارهول، فرانچسکو بتیچینی، ویلیام-آدولف بوگرو، ژان لئون ژروم، گوستاو کایبوت, کامی پیسارو و ماکس پشتاین

## در رسانه‌ها
- این موزه در فیلم تغییرشکل‌دهندگان: تاریکی ماه یکی از لوکیشن‌های اصلی فیلمبرداری است.
- همچنین آزمون‌های ابتدایی امریکن آیدل (فصل ۱۰) در سال ۲۰۱۰ میلادی در این موزه برگزار شد.

## نگارخانه

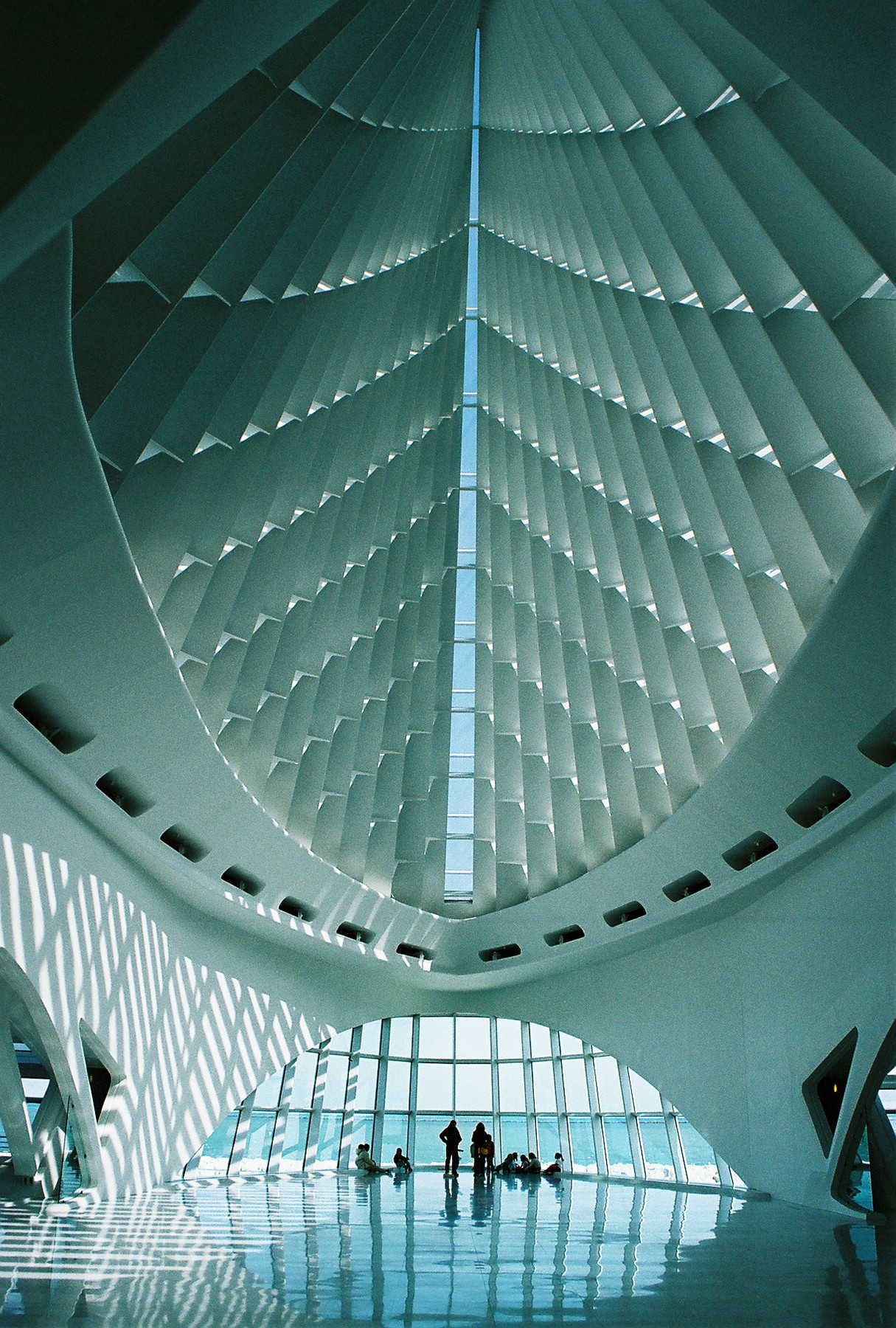
فضای داخل موزه
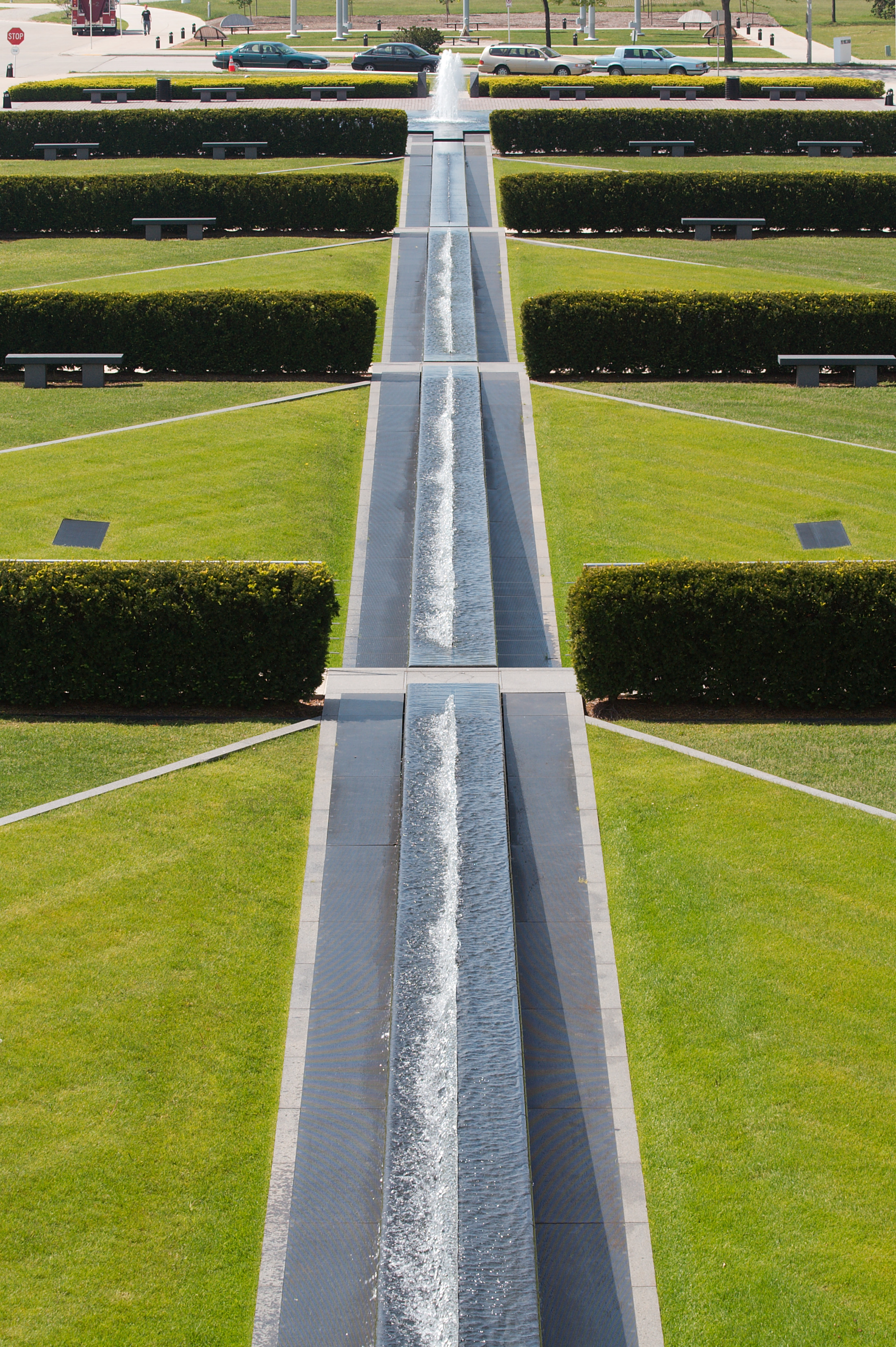
محوطه ورودی
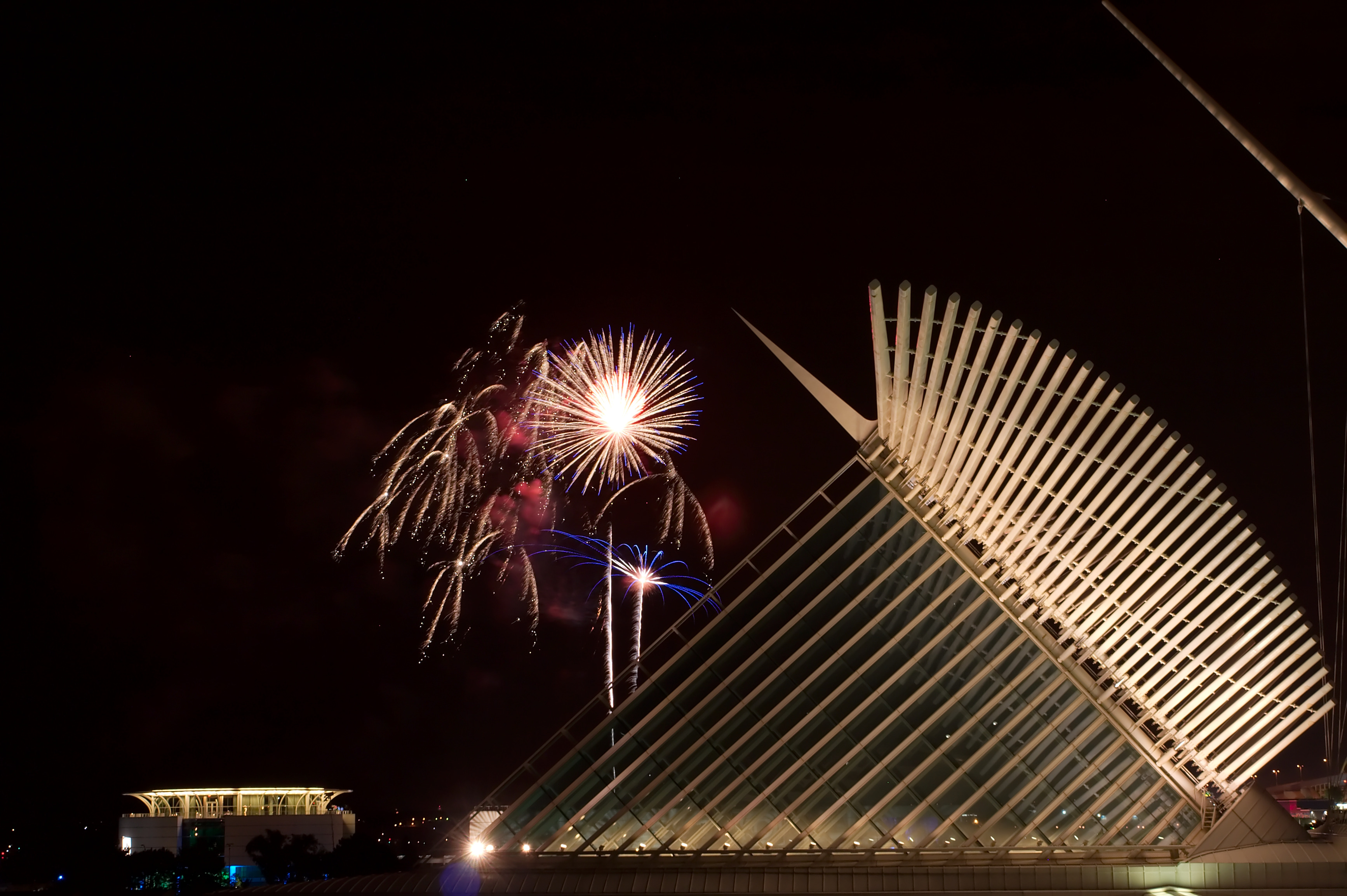
جشن تابستانی
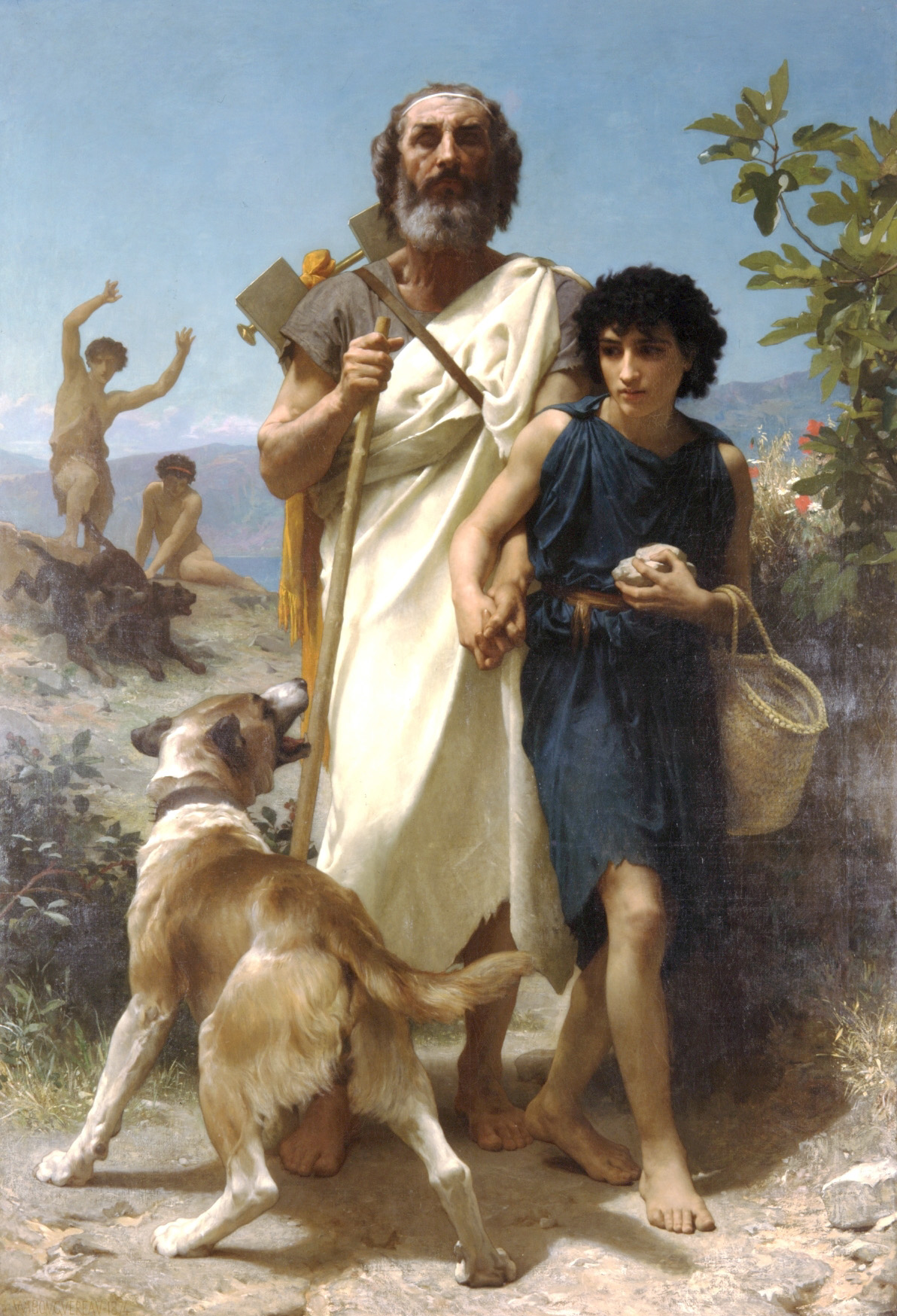
«هومر و راهنمایش»، اثر ویلیام-آدولف بوگرو

## جستارهای مربوطه
- مرکز هنرهای نمایشی هابی
- موزه و کتابخانه لیندون بینز جانسون